# フルベストラント
フルベストラント（Fulvestrant）はホルモン受容体陽性乳癌の治療に用いられる薬剤の一つである。抗エストロゲン薬投与後に増悪した乳癌の患者に用いられる。エストロゲン受容体完全拮抗薬であり部分作働性を持たない上、プロテアソームによるエストロゲン受容体の分解を促進する。商品名フェソロデックス(アストラゼネカ製造販売)。

## 効能・効果
日本での効能・効果は「乳癌」である。
フルベストラントは選択的エストロゲン受容体抑制薬（selective estrogen receptor down-regulator、SERD）に分類される。閉経後女性のホルモン受容体陽性転移性乳癌に対して、抗エストロゲン療法後に用いられる。最も効果的なフルベストラントの投与スケジュールは未定であり、研究中である。
本剤の使用にあたっては、ホルモン受容体の発現の有無を確認し、ホルモン受容体が陰性と判断された場合には本剤を使用しないこと。
HER2の発現状況等について検査した上で、適応患者の選択を行うこと。
閉経前乳癌に対しては、LH-RHアゴニスト投与下でCDK4/6阻害剤と併用すること。

## 副作用
添付文書に記載されている重大な副作用は、肝機能障害と血栓塞栓症（肺塞栓症、血栓性静脈炎等）である。また10%以上の患者に注射部位反応（硬結、疼痛、出血、血腫、膿瘍等）、ほてりが現れる。

## 臨床試験

### 転移性または局所進行性乳癌
フルベストラントは内分泌療法後に再発または進行した乳癌治療のセカンドラインに使用される。この条件で実施した4つの臨床試験では、他のホルモン療法薬（アロマターゼ阻害薬やタモキシフェン）と同様の効果が得られ、忍容性も良好であった。

## NICEの評価
英国のNICEは2011年、フルベストラントが既存治療に勝るというエビデンスはなく、国民保健サービスで広く利用されることは良い事ではない、とした。